# سجين في مهمة رسمية
سجين في مهمة رسمية (بالإنجليزية: The Inmate)‏ هو مسلسل أمريكي من بطولة إجناسيو سيريتشيو، آنا كلوديا تالانكون، فلافيو ميدينا، لويس فيليب توفار ودافيد شوكارو، عرض في الفترة من 25 سبتمبر إلى 11 أكتوبر 2018 على قناة تيليموندو.

## روابط خارجية
- سجين في مهمة رسمية على موقع IMDb (الإنجليزية)
- سجين في مهمة رسمية على موقع روتن توميتوز (الإنجليزية)
- سجين في مهمة رسمية على موقع نتفليكس (الإنجليزية)
- سجين في مهمة رسمية على موقع كينوبويسك (الروسية)
- سجين في مهمة رسمية على موقع ألو سيني (الفرنسية)
- سجين في مهمة رسمية على موقع قاعدة بيانات الفيلم (الإنجليزية)